# Gollarahalli, Hospet
Gollarahalli là một làng thuộc tehsil Hospet, huyện Bellary, bang Karnataka, Ấn Độ.